# Villi Sørensen
Vilhelm Martin "Villi" Sørensen (født 5. december 1923 på Viðareiði, død 1. januar 1970) var en færøsk lærer, redaktør og politiker (JF). Han var uddannet lærer fra Føroya Læraraskúli i 1954 og arbejdede på skoler i Klaksvík 1955–70. Han var endvidere medlem af redaktionen for partiavisen Sosialurin 1950–68. 19. november 1968 tiltrådte Sørensen som fiskeri- og samfærdselsminister i Kristian Djurhuus' tredje regering. Sørensen døde i embedet den 1. januar 1970, og blev efterfulgt af partifællen Atli Dam.